# Радманешти (Тимиш)
Радманешти (рум. Rădmănești) насеље је у Румунији у округу Тимиш у општини Бара. Oпштина се налази на надморској висини од 167 m.

## Прошлост
По "Румунској енциклопедији" место се први пут помиње 1437. године. Било је тада власништво Готске државе. Постаће посед Јанка Хуњадија. Године 1607. краљ Фрањо Ракоци је даровао српском бившем епископу Трансилваније Сави Бранковић поседе: Радманешти, Брусник, Забалт, Собоцел у Араду, са свим млиновима на реци Моришу. Под Турцима село је запустело. Године 1690. поново је основано насеље. Приликом пописа 1717. године записано је 22 куће.
Аустријски царски ревизор Ерлер је 1774. године констатовао да место припада Барачком округу, Липовског дистрикта. Становништво је било претежно влашко. Када је 1797. године пописан православни клир "Рагманешти" се налази у Крашовској жупанији. Ту је само парох, поп Мартин Поповић (рукоп. 1769) који говори само румунски језик.

## Становништво
Према подацима из 2002. године у насељу је живело 65 становника, од којих су сви румунске националности.